# توماس غريفيثز (لاعب كرة قدم)
توماس غريفيثز (بالإنجليزية: Tommy Griffiths)‏ (8 يونيو 1902 في المملكة المتحدة - 1 يناير 1983 في المملكة المتحدة) هو لاعب كرة قدم بريطاني (وحمل سابقاً جنسية المملكة المتحدة لبريطانيا العظمى وأيرلندا) في مركز الهجوم. لعب مع لينكولن سيتي أف سي ونادي أشينغتون ‏.